# جبل الحساونة
جبل الحساونه هو عبارة عن سلسلة جبليّة تمتدّ شمال وادي الشاطئ بالجنوب الغربي لليبيا يعد الجبل من أبرز المعالم الطبيعية الصحراوية في الجنوب الليبي، وسمي بهذا الاسم نسبة    لجد قبيلة الحساونة الأول الحسن بالنيب و شهر جغرافيا بهذا الاسم .  
يبعد الجبل مسافة 15 كم شمالا عن مدينة ققم الشاطي (75 كم شمال مدينة سبها) وتحده من الشمال الحماده الحمراء ويتخلل الجبل العديد من الوديان مثل: وادي مسعودة، وادي الززعة، وادي السبطة، وادي زقزة والشطبان ( جمع شطيب وهو الوادي الصغير) والمرتفعات المتداخلة تمتدّ على مساحة 800 كم مربّع 

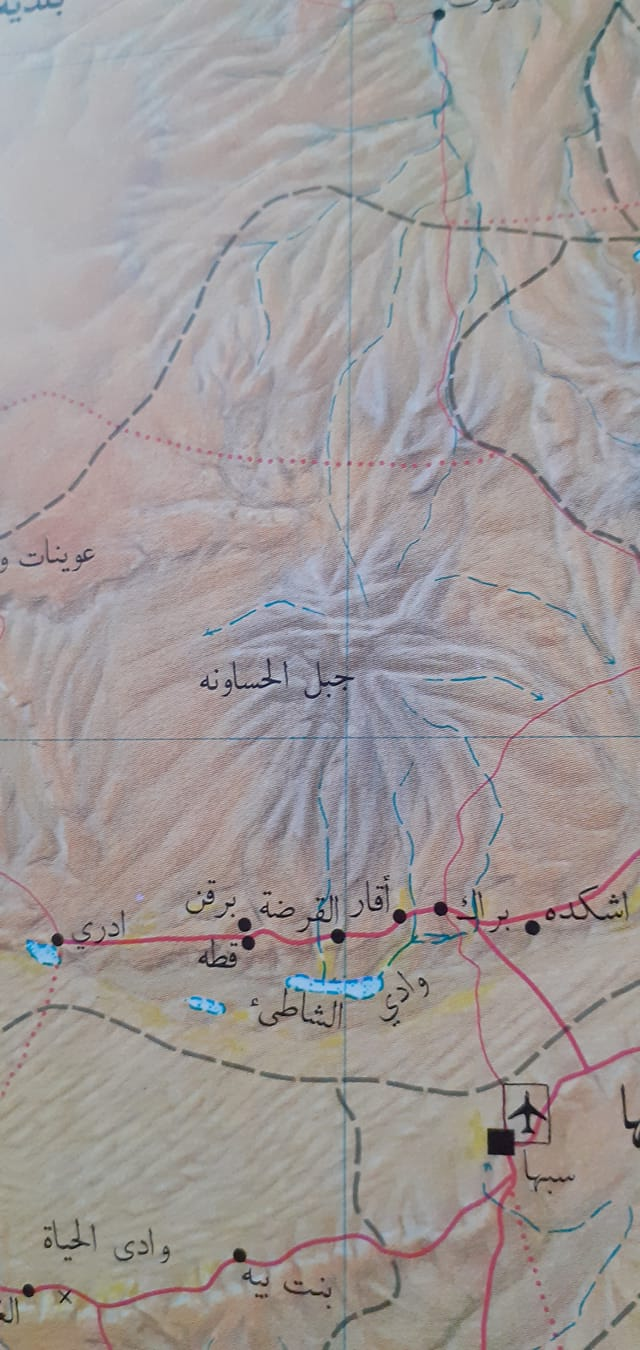
خريطة جبل فزان

وتعتبر هذه الوديان ممرّات طبيعيّة للمياه أثناء حدوث السيول بالجبل، التي تعتبر محور الحياة في هذه السلسلة، وتقع تقريبا كلّ ثلاث سنوات. تحتضن هذه الوديان العديد من المراعي التي يعتمد عليها سكّان وادي الشاطي من قبيلة الحساونه من الجبل في رعي قطعانهم .

## الحياة البرية
من أهمّ الأشجار والنباتات في الجبل؛ نبات اجداري ويستخدمه روّاد الجبل لعلاج أمراض المعدة، ونبات كمونة الإبل ونبات الفلية بنوعيه، والترفاس، الشيح، واللوبيا.عن الأشجار المعمّرة بالجبل يضيف أنّ بعضها يصل عمره لأربعمائة عام، ومن أهمّها في الجبل شجرة الأذخر، وشجرة الروبيا، والجعدة، 
كانت وديان الجبل ومرتفعاته مليئة ببقر الوحش، والغزلان، والودّان والثعالب، والأرانب، والأفاعي، عدا الطيور المختلفة كالغراب، والفنك، والصقر، وأبوغرير، والهدهد وغيرها.غير أنّ أغلب هذه الحيوانات تناقص عددها بشكل كبير نتيجة عمليّات الصيد، وما يصفه “بوحسن” بـ”الرعي الجائر“. حيث يُطلق الرعاة قطعانهم بشكل عشوائيّ في الوديان؛ ما يؤثّر على سلامة النباتات، وعلى المساحة الخضراء المُتاحة للحيوانات البرية.

## التاريخ
عدّ جبل الحساونه من أهم المواقع التي تحوي نقوشا قديمة عن الحياة البرية وعلاقة الإنسان بها. يقول “بوحسن” إنّ عُمر بعض هذه النقوش يصل إلى 7 آلاف عام، وأغلب صخور الجبل مليئة بهذه النقوش، التى ذهب بعضها بسبب عوامل التعرية، ولكنّ أغلبها في حالة جيدة.
إنّ الجبل يقع على طريق القوافل التي كانت تجلب بضائع إفريقيا إلى الشمال، ولا تزال آثار هذه الطرق والمعروفة بـ(الطرق العربية) موجودة بوضوح، ويسترشد بها روّاد الجبل والرّعاة في وديانه. كانت قوافل الشمال تأتي بالقمح والشعير و منتجات الساحل الليبي الذي تعتبر الغذاء الأساسي لسكّان الجبل في ذلك الوقت.